# 峰尾都治
峰尾 都治（みねお としはる、1888年 - 1963年）は、大正から昭和期の英文学者、英語教育者。旧制東京高等学校（現・東京大学教育学部附属中等教育学校）校長、東京外国語学校（現・東京外国語大学）教授、第一高等学校（現・東京大学教養学部）教授、立教大学文学部教授。

## 人物・経歴
1888年生まれ。海外留学し、文学修士（MA）を取得。
帰国後、東京外国語学校（現・東京外国語大学）の教授を務めたほか、第一高等学校（現・東京大学教養学部）教授を務めた。
大正期から昭和初期にかけて、立教大学文学部教授も兼務し、英文学や英語、英訳を教えた。当時の立教大学新聞には『現代英文学私見』と題した評論を投稿している。
1948年（昭和23年）、東京大学が実質的な附属学校として旧制東京高等学校（現・東京大学教育学部附属中等教育学校）を開校し、峰尾は同校校長に就任する。

## 主な著作
- 『全訳ユニオン第四読本講義上巻』日進堂 1921年
- 『英語の発音とアクセントの研究』峰尾都治 内館忠蔵 東京・高岡本店 1924年
- 『英文世界名著全集10／シエークスピヤ物語（Tales from Shakespeare）』Lamb Charles,1775-1834 Lamb Mary,1764-1847 峰尾都治,訳 英文世界名著全集刊行所 1927年
- 『AN ENGLISH GRAMMAR ON THE GRAPHIC METHOD』訂正再版 中等教科書出版協会 1937年
- 『ダイアモンドを作る男 H・G・ウエルズ短篇集』H・G・ウエルズ 峰尾都治訳 甲鳥書林 1941年